# Thank you for all/From the beginning
「Thank you for all/From the beginning」（サンキュー・フォー・オール/フロム・ザ・ビギニング）は、日本のヴィジュアル系ロックバンド・ViViDのメジャー8作目（通算12作目）のシングル。

## 概要
- 前作「光-HIKARI-」から約11ヶ月ぶり、自身初の両A面シングルにして、アルバム『ViViD THE BEST』からの先行シングル。また、解散前最後のシングル作品でもある。
- 表題曲は音楽番組『Break Out』のオープニングテーマに起用された。アニメ以外のタイアップを手掛けるのは「message」以来5作ぶりとなった。
- 初回生産限定盤Aと初回生産限定盤B、通常盤の3形態で発売された。初回生産限定盤Aには特典として表題1曲目「Thank you for all」のミュージック・ビデオを収録したDVDが、初回生産限定盤Bには特典として表題2曲目「From the beginning」のミュージック・ビデオを収録したDVDが同梱された。なお、初回生産限定盤Bのみ、1曲目が「From the beginning」となる[1]。
- オリコンシングルチャート初登場15位を獲得。「PRECIOUS」以来8作ぶり、メジャーデビュー後のシングルで唯一トップ10入りを逃した。

## 収録曲
1. Thank you for all [5:30]
作詞：シン
作曲：RENO
編曲：ViViD、宅見将典
宅見が共同編曲を担当するのは「REAL」以来4作ぶりとなる。
2. From the beginning [4:38]
作詞・作曲：シン
編曲：ViViD、宅見将典
シングル表題曲で唯一シンが作曲も担当した楽曲。
3. NEUTRAL
作詞：シン
作曲：KO-KI
編曲：ViViD、宅見将典
スペシャルボーナストラック盤にのみ収録されている。

## 参加ミュージシャン
ViViD
- SHIN：Vocal
- RENO：Guitar
- RYOGA：Guitar
- IV：Bass
- KO-KI：Drums

## タイアップ
- テレビ朝日系列音楽番組『Break Out』2015年1月度オープニングテーマ (#1)

## 収録アルバム
- ViViD THE BEST (#1,2,3)